# The Phantom President
The Phantom President (bra: O Falso Presidente) é um filme musical pre-Code estadunidense de 1932, do gênero comédia, dirigido por Norman Taurog, e estrelado por George M. Cohan, Claudette Colbert e Jimmy Durante. O roteiro de Walter DeLeon e Harlan Thompson foi baseado no romance homônimo de 1932, de George F. Worts.
De acordo com Rodgers, Cohan se ressentiu profundamente de ter que trabalhar com ele e Hart. Cohan sentiu-se amargurado porque seu tipo de teatro musical havia saído de moda, suplantado pelas faixas mais letradas e musicalmente sofisticadas de Rodgers e Hart, entre outros. Durante as filmagens, Cohan se referia sarcasticamente a Rodgers e Hart como "Gilbert e Sullivan".
No entanto, em 1937, Cohan estrelou "I'd Rather Be Right", um musical com canções de Rodgers e Hart. (Na cinebiografia de Cohan, "Yankee Doodle Dandy", os segmentos que tratam da produção de 1937 mencionam apenas George S. Kaufman e Moss Hart, não Rodgers e Lorenz Hart).

## Sinopse
Theodore K. Blair (George M. Cohan) é um candidato a presidente inexpressivo e sem graça, o que faz seu partido político sentir que ele possui poucas chances de ganhar a eleição. Em um show de medicina, os chefes do partido encontram o sósia de Blair: o carismático vendedor ambulante Peeter J. 'Doc' Varney (George M. Cohan). Eles substituem Theodore por Varney em aparições públicas para que, assim, ele tenha alguma oportunidade de vencer. A princípio, Varney consegue enganar até a namorada de Blair, Felicia (Claudette Colbert), fazendo aparecer grandes complicações amorosas. À medida que a véspera da eleição se aproxima, os chefes do partido começam a pensar no que farão com Varney, que agora tem suas próprias decisões difíceis a tomar.

## Elenco
- George M. Cohan como Theodore K. Blair / Peeter J. 'Doc' Varney
- Claudette Colbert como Felicia Hammond
- Jimmy Durante como Curly Cooney
- George Barbier como Chefe Jim Ronkton
- Sidney Toler como Professor Aikenhead
- Louise Mackintosh como Senadora Sarah Scranton
- Jameson Thomas como Jerrido
- Julius McVicker como Senador Melrose
- Charles Middleton como Abraham Lincoln (não-creditado)
- Alan Mowbray como George Washington (não-creditado)